# Antonietta Potente
Antonietta Potente (Loano, 31 agosto 1958) è una teologa e religiosa italiana. Oggi vive a Torino.

## Biografia
Fa parte della congregazione dell'Unione delle Suore Domenicane di San Tommaso d'Aquino.
Ha conseguito il dottorato in teologia morale presso la Pontificia Università di San Tommaso D'Aquino in Roma con una tesi intitolata: La Diakonia: cooperazione della storia alla riconciliazione compiuta da Dio Trinità. È stata assistente di cattedra di padre Dalmazio Mongillo.
Ha insegnato teologia morale a Roma presso l'Angelicum, e a Firenze presso la Facoltà Teologica dell'Italia Centrale.
Dal 1994 vive in Bolivia, dapprima a Santa Cruz de la Sierra, poi a Cochabamba. Sperimenta una nuova forma di vita comunitaria abitando insieme ai campesinos di etnia Aymara. Partecipa attivamente al processo di cambiamento sociopolitico e costituente che sta avvenendo in Bolivia con il presidente Evo Morales.
Dal 2000 al 2004 è stata membro della commissione teologica della Conferenza latinoamericana dei religiosi (Clar).
Attualmente insegna teologia presso l'Università cattolica di Cochabamba e collabora con l'Istituto ecumenico di teologia andina di La Paz.

## Pensiero e impegno sociopolitico
La sua riflessione teologica la pone tra le teologhe più fertili e creative all'interno del panorama italiano e sudamericano. La sua opera si sviluppa a partire da un ripensamento della vita religiosa alla luce di una spiritualità ancorata al presente che unisce mistica e politica. Il suo pensiero, inoltre, si sviluppa verso un ripensamento del fare teologia a partire dalla riflessione ecologica e di genere.
Attualmente è stata invitata a far parte del gruppo di analisi e riflessione sul nuovo testo costituzionale del popolo boliviano, in vista del prossimo referendum, insieme ad altri intellettuali, rappresentanti dei movimenti sociali e membri della stessa Assemblea Costituente che appoggiano il processo di cambiamento del governo del presidente Evo Morales Ayma.

## Opere
- La Diakonia: cooperazione della storia alla riconciliazione compiutà da Dio Trinità, Caffaro-Rore, Torino 1990.
- Osare un tempo nuovo, Antarem, Roma 1995.
- La resistenza dei deboli. Una lettura del Cantico dei Cantici, Antarem, Roma 1995.
- Raccogliere i frammenti. Dalla teologia missionaria alla teologia contestuale, Antarem, Roma 1996.
- Un tessuto di mille colori. Differenze di genere, di cultura, di religione,Icone, Roma 2000.
- Sapienza quotidiana. Una lettura del Qoèlet dal sud del mondo, Icone, Roma 2000.
- Gli amici e le amiche di Dio. Benedetto, Francesco, Domenico e le donne che hanno condiviso la loro ispirazione, Icone ADV, Roma 2000.
- La religiosità della vita. Una proposta alternativa per abitare la storia, Icone, Roma 2003.
- Molta gioia. La spiritualità domenicana come stile di vita quotidiana, Icone, Roma 2005.
- Semplicemente vivere, Fraternità di Romena, Romena.
- La fede. Semplicemente appoggiarsi alla profondità della vita, Icone, Roma 2006.
- con Giselle Gomez, Non è tempo di trattare con Dio di affari di poco conto, Fraternità di Romena, Romena 2006.
- con Giselle Gomez, Caterina e Teresa. Passione e sapienza nella mistica delle donne, Icone, Roma 2006.
- Qualcuno continua a gridare. Per una mistica politica, La meridiana, Molfetta 2008.
- Il sottile filo che sostiene il mondo, Fraternità di Romena, Romena 2008.
- Un bene fragile. Riflessioni sull'etica, Mondadori, Milano 2011.
- Umano più umano. Appunti sul nostro vivere quotidiano, Edizioni Piagge, Firenze, 2013.
- Terra benedetta, terra bruciata, Rete Radiè Resh, 2014.
- È vita ed è religiosa, Paoline Editoriale Libri, 2015.
- Vestire gli ignudi, Edizione EMI Bologna, 2016.
- Ci sembrava di sognare...Tracce sulla preghiera dell'umanità, Paoline Editoriale Libri, 2017
- Mangiare il libro...Tracce sulla sapienza, Paoline Editoriale Libri, 2017
- Non calpestare l'ombra...Pensieri sul dualismo, Paoline Editoriale Libri, 2017
- Fedeltà - Comunità, Edizioni Romena, 2017
- Come il pesce che sta nel mare - La mistica luogo dell'incontro, Paoline Editoriale Libri, 2017
- La linfa delle parole sapienti...Dialogando sull'interculturalità, Paoline Editoriale Libri, 2018
- Cammini inediti...Dialogando sulla vita religiosa femminile, Paoline Editoriale Libri, 2019
- Gesù di Nazaret - Il poeta increato, Paoline Editoriale Libri, 2019
- Sapienza sovversiva, Edizioni Piagge, 2020
- Il nocciolo e la scorza... la realtà e il suo senso, Paoline Editoriale Libri, 2020